# اتحاد إيرفورت

Reichskriegsflagge من اتحاد إيرفورت (مقترح).

اتحاد إيرفورت ( (بالألمانية: Erfurter Union)‏ وكان اتحاد القصير عمرا من الولايات الألمانية تحت الاتحاد، الذي اقترحته مملكة بروسيا في إرفورت الذي دام من 20 مارس - 29 أبريل.   لم يدخل الاتحاد حيز التنفيذ أبدًا، وتم تقويضه بشكل خطير .

## مفهوم الاتحاد
في ثورات 1848، تم حل الاتحاد الألماني الذي كانت تهيمن عليه النمسا، وسع برلمان فرانكفورت إلى إنشاء دساتير جديدة للعديد من الدول الألمانية. لكن هذا الجهد انتهى بانهيار الجمعية بعد أن رفض الملك فريدريك وليام الرابع التاج الألماني. استغلت الحكومة البروسية، تحت تأثير الجنرال جوزيف ماريا فون رادوفيتز، الذي سعى إلى توحيد الطبقات التي هبطت ضد تهديد جونكر، الفرصة لتأسيس اتحاد ألماني جديد تحت قيادة الملك هوهنزولرن. في الوقت نفسه، وافق فريدريك وليام الرابع على مطالب شعبه بالدستور، ووافق أيضًا على أن يصبح قائدًا لألمانيا الموحدة.
قبل عام من انعقاد برلمان اتحاد إيرفورت، أبرم تحالف الملوك الثلاثة في 26 مايو 1849 بين بروسيا وساكسونيا وهانوفر. من هذه المعاهدة انتشرت سياسة الانصهار البروسية، ومن هنا طموح اتحاد إيرفورت، الذي تخلى في دستوره عن الامتياز العالمي والمتساوي لصالح الامتياز التقليدي من ثلاث فئات. لكن الدستور نفسه لم يدخل حيز التنفيذ إلا بعد المراجعة والتصديق من قبل الرايخستاغ المنتخب، وكذلك موافقة الحكومات المشاركة. كان 150 نائبا ليبراليا سابقا في الجمعية الوطنية الألمانية قد انضموا إلى المسودة في اجتماع في جوثا في 25 يونيو 1849، وبحلول نهاية أغسطس 1849، اعترفت جميع الإمارات (ثمانية وعشرون) تقريبًا بدستور الرايخ وانضمت إلى الاتحاد، بدرجات متفاوتة إلى الضغط البروسي.

## الإذلال البروسي
تفاقم النزاع بين بروسيا والنمسا بحلول خريف ذلك العام، حيث تصاعدت الخلافات حول مسألة عمليات الإعدام الفيدرالية في هولشتاين (النزاع مع الدنمارك) وانتخابية هسن إلى صراع عسكري. منذ عام 1848 كان النمساويون متحالفين مع الإمبراطورية الروسية. بعد أن رفضت حكومة برلين المطالب النمساوية في مؤتمر وارسو في 28 أكتوبر 1850، تدهورت العلاقات المتوترة بشكل أكبر بعد إعلان بروسيا في 5 نوفمبر بأنها حشدت جيشها واستعدت للحرب، ردًا على تقدم قوات الاتحاد الألماني إلى الناخبين هيس. تم تجنب الحرب عندما ألقى زعماء بروسيا الذين يرتبطون ارتباطًا وثيقًا بالنبلاء تأييدهم خلف جيرلاخ مع Prussian Conservative Party [konservative partei (preußen)] ، المعروف بشكل غير رسمي باسم Kreuzzeitungspartei ، والتي دعمت النمسا في الدعوة إلى العودة إلى الاتحاد.